# Castelo de Dunnottar
O Castelo de Dunnottar localiza-se a cerca de três quilômetros ao Sul de Stonehaven, na costa Nordeste da Escócia.
Erguido em posição dominante sobre o mar, no topo de uma falésia, a sua atual estrutura remonta ao século XIII. Sabe-se, entretanto, que existiu um castelo mais antigo, no mesmo local, construído por tribos da Caledônia, por volta do ano 84.
O Castelo de Dunnottar desempenhou um papel fulcral na história da Escócia, na Idade Média, devido à sua localização estratégica, permitindo uma vigilância acurada da circulação de navios naquele litoral, assim como das movimentações terrestres.
Actualmente em ruínas, é propriedade privada. Encontra-se aberto ao público, sendo visitado por centenas de turistas todos os anos, sendo ainda apreciada a observação de gaivotas e outras aves, que o habitam em copioso número, fazendo desta zona costeira da Escócia um santuário do norte da Europa, em termos de populações e diversidade de espécies naturais.

## Características
As ruínas estão dispersas por uma área de cerca de três acres, cercada por falésias escarpadas, que se lançam sobre o Mar do Norte, cinquenta metros abaixo.
O acesso ao castelo é feito por um caminho estreito, que o une a terra e por uma escadaria íngreme, que conduz a um portão maciço.

## Curiosidades
O filme Hamlet, de 1990, com Mel Gibson e Glenn Close foi filmado neste castelo.